# Kinder Überraschung

Produktlogo

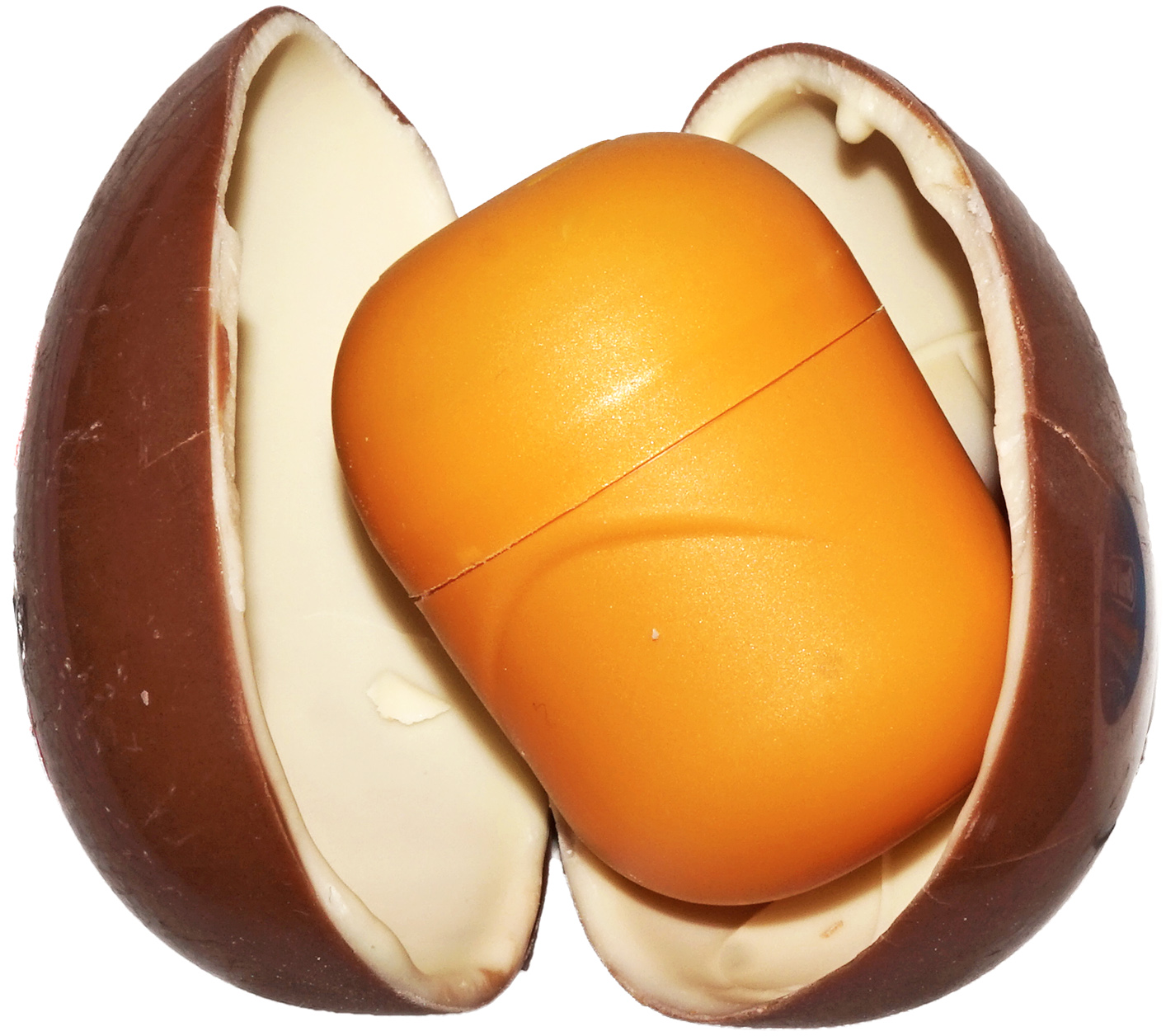
Aktuelles Design (2018)

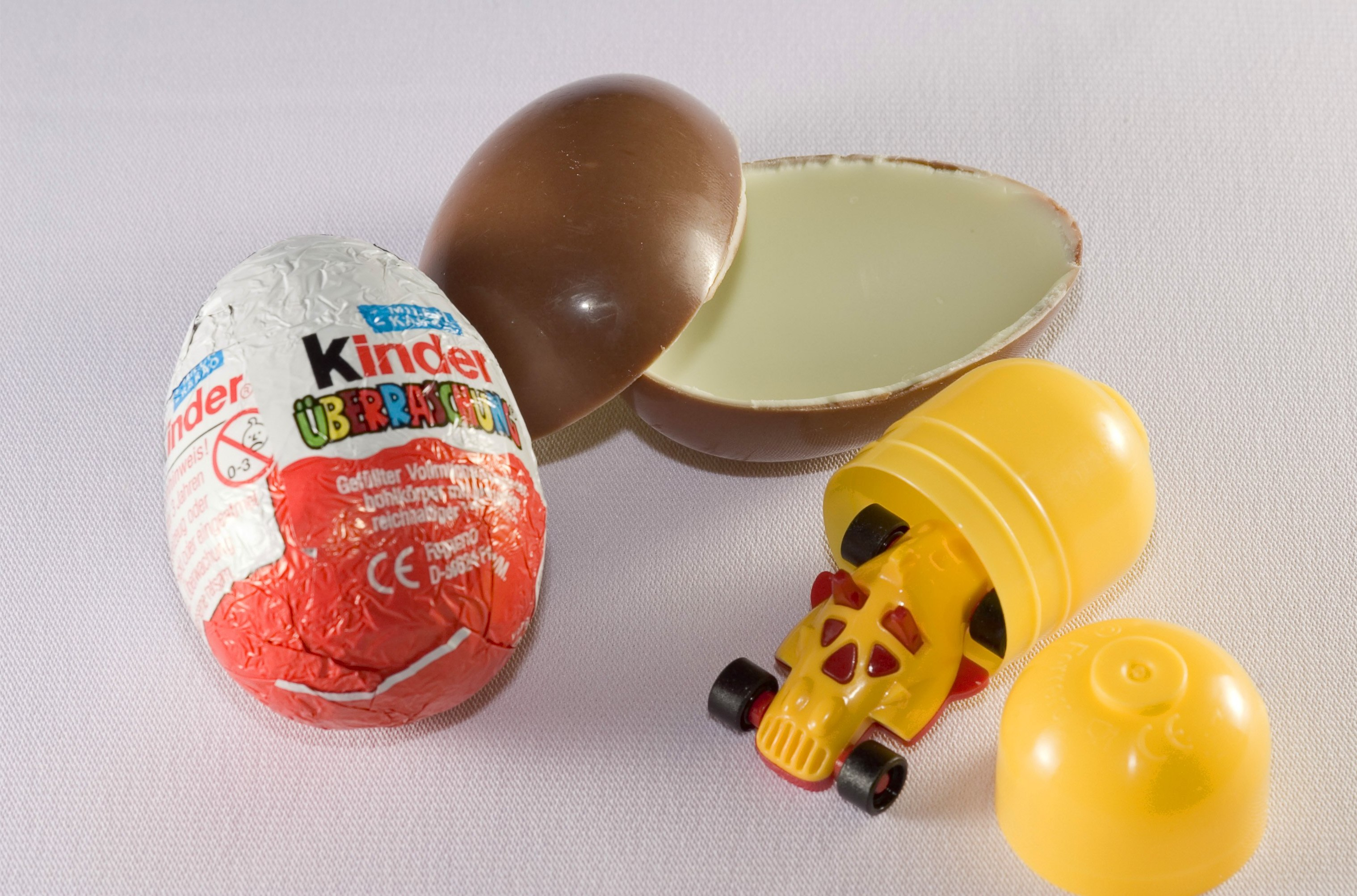
Ein- und ausgepacktes Überraschungsei mit Inhalt. In dieser Form nicht mehr im Verkauf

Kinder Überraschung ist ein Produkt der italienischen Firma Ferrero. Weitere Bezeichnungen sind in Deutschland die allgemeine Bezeichnung Überraschungsei (kurz: Ü-Ei) und im Ausland Kinder Surprise, Kinder Sorpresa (dort umgangssprachlich auch Kinder Egg oder Sorpresa).
Das Ei besteht aus 20 Gramm Schokolade in Form einer zweilagigen Hülle, außen braun, innen weiß. Im Inneren des Eies befindet sich in einer meist gelben Plastikverpackung eine Gimmick-Figur oder ein kleiner Bausatz. Einige der Figuren aus den Überraschungseiern sind bei Sammlern begehrt.
Die Version Kinder Überraschung Maxi enthält 100 Gramm Schokolade, die Version Kinder Überraschung Riesen-Ei 220 Gramm.

## Geschichte
Kinder Überraschung gibt es in Deutschland seit 1974. Als Schöpfer gilt William Salice, der von 1960 bis 2007 für Ferrero arbeitete und enger Mitarbeiter von Michele Ferrero war.
Ganz zu Anfang fanden sich Inhalte darin, ähnlich denen aus den bekannten Kaugummiautomaten. Alsbald fand das Produktmanagement zu eigenen Produktlinien mit Unterstützung durch die vier externen Designer der ersten Stunde, Peter Bermes, Uwe Koch, Havranek und Heinrich Roth. Von dem Designer Peter Bermes, der in 20 Jahren mehr als 250 Steckspielzeuge für Ferrero entwarf, stammt z. B. der Drache Drachobert, der zu den teuersten Sammlerobjekten gehört. Das Markenzeichen des Überraschungseis, der rotweiße Eiermann Kinderino, entstand 1981 und ist nicht nur in Deutschland bekannt. Er erhielt seinen Namen erst nach und hat auch die weibliche Kinderina zur Seite. Mitte der 1980er Jahre hatte er noch weiße Zähne, die Kunden zum Kauf des Produkts bewegen sollten. Da anfänglich der Barcode auf den Eiern schlecht zu lesen war, stand der „Ü-Ei-Mann“ an jeder Kasse mit dem entsprechenden Code auf der Fußsohle. Es gab schon vor 1981 ein Werbemaskottchen des Überraschungseis, das die Überraschungen anpries. Das Maskottchen stellte einen spielenden Jungen mit blauer Arbeitshose und grün-weißem T-Shirt dar. Diese Figur kam um 1986 als Steckfigur (Satz bestehend aus vier Figuren) ins Überraschungsei. Die mit Kinder Überraschung erwirtschafteten Umsätze stiegen vom Geschäftsjahr 1993/94 bis zum Geschäftsjahr 1997/98 von 115 Millionen DM auf über 370 Millionen DM.
Seit 2006 werden die Überraschungseier im Sommer vom Produkt Kinder Joy „vertreten“. Trotzdem sind in manchen Verkaufsstellen auch im Sommer noch Restposten an Überraschungseiern zu kaufen. Des Weiteren gab es die größeren Maxi-Eier von Ferrero, die der Kinder Überraschung ähnelten. Zu Ostern und Weihnachten sind spezielle Sonderpackungen mit vier und sechs Überraschungseiern in Deutschland erhältlich. Außerdem gibt es Dreierpackungen und zwei Adventskalender, die ebenfalls Sonderfiguren enthalten. 2012 wurde ein rosafarbenes Überraschungsei speziell für Mädchen in den Handel gebracht.

## Figuren und sonstige Spielzeuge
Ferrero bringt jedes Jahr weltweit etwa 20 neue Figurenserien und etwa 150 zusammenbaubare Spielzeuge auf den Markt. Die erste handbemalte fortlaufende Figuren-Serie war zwischen 1981 und 1983 die Schlumpf-Serie „Erkennst du deinen Schlumpf“. Davor gab es bereits andere Hartplastikfiguren, die ebenfalls handbemalt ins Ei kamen, so beispielsweise Figuren von Robin Hood, Alice im Wunderland und weitere Walt-Disney-Serien. In späteren Jahren folgten verschiedene Serien, deren Namen immer aus einer englischen Alliteration gebildet wurden, wie „Teeny Tapsi Törtels“, „Happy Hippos“, „Crazy Crocos“, „Dapsy Dinos“ oder „Funny Fanten“, die allesamt der Designer André Roche aus München kreierte. Dabei wird unterschieden zwischen Lizenzserien (vor allem in Lizenz von Disney, aber auch Meister Eder und sein Pumuckl und Die Biene Maja) und speziell für Ferrero entwickelten Figurenserien, die immer häufiger auch für eigene Ferrero-Produkte werben.
In den letzten Jahren brachte Ferrero jeweils zu Weihnachten Figurenserien heraus, die mit aktuellen Kinofilmen im Zusammenhang standen, wie die dreiteilige Figurenserie zu der Film-Trilogie Der Herr der Ringe oder die Figuren der Simpsons Comics.

## Inhalte als Sammlungsgebiet
Durch Schütteln, Wiegen und Horchen, bei ausländischen Überraschungseiern auch durch Vergleichen der Nummern an den Seiten, versuchen Sammler bereits vor dem Kauf auf den Inhalt des Eis zu schließen.
Wegen der teilweise hohen Preissteigerungen vor allem bei den älteren Figuren (zum Beispiel „Hüpfschlumpfinchen“) gibt es seit einigen Jahren Fälschungen von Zubehör zu Figuren und sogar ganzen Figuren. Auch Beipackzettel und Puzzles werden gefälscht und vertrieben. Gefälscht werden längst nicht mehr nur ältere Figuren, auch neuere Figuren wie die Sonderedition der Figur „Dark Laser“ werden übermalt. Ähnlich wie bei Briefmarken gibt es bei den Überraschungseiern Preiskataloge, die jährlich aktualisiert werden, um Sammlern eine grobe Orientierung zu geben, wie viel ihre Figur tatsächlich wert ist. Allerdings gilt dieser Wert nur als grober Richtwert. Der realistische Marktpreis liegt je nach Alter der Figur etwa bei 30–60 % des Katalogpreises und wird in der Regel frei ausgehandelt.
Die weltweit größte Börse findet viermal jährlich in Dreieich statt. Daneben gibt es viele kleinere Börsen, beispielsweise in Hamburg, Berlin, Hamm, Oberhausen, Klein-Gerau und Regensburg.
Jährlich erscheint der „O-EI-A Preisführer“, der seit 2012 einzige Wertkatalog für Überraschungsei-Figuren.

## Kritik
Obwohl Nahrungsmittel und Spielzeug in einem, wird das Überraschungsei in Deutschland umsatzsteuerrechtlich als reines Nahrungsmittel behandelt und mit 7 % versteuert. Diese Besteuerung wurde bereits wiederholt in Frage gestellt. In Deutschland wies die Kinderkommission des Deutschen Bundestages im Juli 2008 außerdem auf das besondere Gefahrenpotenzial der Kombination aus Spielzeug und Nahrungsmitteln hin, da Kindern dadurch die Unterscheidung zwischen essbaren und nichtessbaren Teilen erschwert werde. In den USA sind schon seit 1938 Süßwaren verboten, in die ein „nicht essbares Objekt eingeschlossen ist“. Der Import in die USA wird für Privatpersonen mit bis zu 2500 US-Dollar Strafe belegt. Die U. S. Food and Drug Administration (FDA) unterstützt das Verbot aufgrund der angeblichen Gefahr für Kleinkinder ausdrücklich. In Chile ist seit Mitte 2016 der Verkauf von Überraschungseiern verboten. Zur Vermeidung von Übergewicht wurde ein Gesetz zum Schutz von Kindern vor ungesunder Nahrung verabschiedet, das untersagt, Kinder durch Beigabe von Spielzeug zum Verzehr von ungesunden Speisen zu verführen. Kritisiert wird zudem, dass Ferrero bei Sammeleditionen nicht alle Objekte einer Serie in gleichen Mengenverhältnissen verkauft. Stattdessen werden einzelne Objekte besonders selten platziert, um damit den Verkauf von Überraschungseiern zu erhöhen. Die rosafarbenen, 2012 ursprünglich speziell für Mädchen vermarkteten Überraschungseier mit genderspezifischem Spielzeug wie Feen wurden als sexistisch kritisiert. Inzwischen vermarktet Ferrero diese rosafarbenen Eier nicht mehr spezifisch für Mädchen, sondern gibt an, die weißen und rosafarbenen Eier seien für unterschiedliche Interessengruppen gedacht.

## US-amerikanisches KonkurrenzproduktChoco Treasure
Die Firma Candy Treasure, LLC aus Lebanon, New Jersey brachte Ostern 2013 das in weiß-lila Design und Aufbau sehr ähnliche Produkt Choco Treasure heraus. Nach Öffnen der Hülle aus bedruckter Alufolie erscheint ein Schokoladenei, das durch eine meridional umlaufende, etwa ein bis zwei mm breite Fuge gefüllt mit gelbem Plastik sichtbar und tastbar in zwei Halbschalen geteilt ist. Dadurch wird auf den nicht essbaren Plastikinhalt deutlich hingewiesen. Diese ohne Abstand am Kunststoffei anliegenden Schokoschalen können mit den Fingern seitlich abgezogen werden – mitunter ohne zu zerbrechen. Damit entpuppt sich die Fugenfüllung als vorstehender Steg des Kunststoffeis, das äquatorial an einer einschnappenden Überlappungsverbindung geöffnet werden kann, was den Spielzeuginhalt als innersten, vierten Teil freilegt. Um das Öffnen zu erleichtern, weist die Kapsel (das Kunststoffei) einen Knopf mit der Aufschrift „Press to Open“ auf.
Choco Treasure gibt es auch in Kugelform, beispielsweise mit Fußball-Musterung oder als Weihnachtsbaumkugel am Faden. Die Teilung der gelben Plastikkapsel erfolgt bei diesem Design entlang des gelben Stegs. Ob Ei oder Kugel, die Hülle besteht aus 0,8 oz. = 23 g durchgehend brauner Milchschokolade.
Alle in Choco Treasure enthaltenen Überraschungen sind von der US-Konsumentenschutzbehörde für Kinder jeden Alters freigegeben, wobei Candy Treasure die Eier erst für Kinder ab drei Jahren empfiehlt. Candy Treasure gibt offiziell an, sich bei dem Produkt von Ferreros Kinder Überraschung inspiriert haben zu lassen. Candy Treasure benötigte drei Jahre für die Entwicklung in Zusammenarbeit mit der Food and Drug Administration. Zuvor hatte bereits Nestlé ab 1990 erfolglos versucht, eine Zulassung für ein eigenes, ähnliches Produkt zu erreichen.

## Rückruf wegen Salmonelleninfektion
Im April 2022 wurden von Ferrero mehrere Produktionschargen der Ü-Eier wegen möglicher Kontamination mit Salmonellen vom Markt zurückgerufen.

## Tödlicher Unfall im Jahr 2016
Im Januar 2016 erstickte in Toulouse ein dreieinhalbjähriges Mädchen an einem Rad, das sich von einem Spielzeug löste, nachdem es bereits einen Monat mit diesem problemlos gespielt hatte. Der Großvater konnte das Teil aus dem Rachen des Kindes entfernen, das jedoch schon bewusstlos war und später starb. Dem Hersteller Ferrero drohen laut Staatsanwältin keine rechtlichen Schritte, zumal in der Packungsbeilage vermerkt war, dass unter drei Jahre alte Kinder das Spielzeug nicht benutzen dürften und ältere nur unter Aufsicht von Erwachsenen.